# Wolfsziegel
Ein Wolfsziegel (frz.: tuile à loups) ist ein besonders geformter Dachziegel, dessen bei bestimmten Windverhältnissen einsetzender Pfeifton in früheren Zeiten das Eintreffen von Wölfen ankündigen sollte. Wolfsziegel waren in einem breiten gebirgigen Band vom südöstlichen Zentralmassiv bis zur Auvergne gebräuchlich, mit einem Hauptvorkommen in den Cevennen im Departement Lozère und Haute-Loire.     

## Der Gebrauch von Wolfsziegeln
Es handelt sich dabei um einen Dachziegel oder einen Stein aus schieferähnlichem Material (wie es in Berggebieten zur Dachdeckung benutzt wird), der von Schlitzen oder Löchern durchbohrt ist und am Dachgiebel oder auf dem Dachfirst des Gebäudes angebracht wurde. Der Wind, der sich in den Öffnungen des nach Nord-Osten oder nach Osten ausgerichteten Wolfsziegels verfängt, produziert ab einer gewissen Windgeschwindigkeit ein charakteristisches Pfeifen. Dieses Geräusch zeigt an, dass der in diesen Gebieten gefürchtete, aus Sibirien kommende Wind (kontinentale Kaltluft) zu wehen beginnt. Dieser Wind kündigt Schnee und große Kälte an und weht in der Regel mehrere Wochen. Unter diesen Verhältnissen beginnen die wilden Tiere unter Kälte und Hunger zu leiden. Die Beutetiere zeigen sich nicht mehr und infolge des Nahrungsmangels in den Wäldern waren die Wölfe in historischer Zeit gezwungen, sich den Bauernhöfen und Dörfern zu nähern. Dies bedeutete vor allem eine Gefahr für freilaufende Hunde, streunende Katzen, Hühner und auf den Weiden zurückgebliebene Schafe.      
Je nach Gebiet sind die Natursteindachplatten entweder roh oder von Steinmetzen behauen und haben häufig die Form einer Sonne, eines Sterns oder eines Hahns. Im Département Lozère bestehen sie aus Granit; die Löcher oder Schlitze sind oft in Gestalt eines christlichen Kreuzes angeordnet.
Der Wolfsziegel diente als indirektes Warn- oder Ankündigungsinstrument und nicht etwa dazu Wölfe zu erschrecken oder sie fernzuhalten. Zusammen mit Nageltüren und mit Steinplatten belegten Türschwellen (gegen das Aufkratzen der Türen mit den Pfoten) ist der Wolfsziegel ein Beispiel für den Einfluss des Wolfes auf die bäuerliche Architektur.

## Weitere Bedeutungen
„Wolfsziegel“ (La tuile à loups) ist der Titel eines französischen Fernsehfilms von Jacques Ertaud aus dem Jahr 1972, der auch in Deutschland mehrmals ausgestrahlt wurde. Dieser basiert auf dem Buch „Der Wolfsziegel“ von Jean-Marc Soyez.
Wolfsziegel wird auch eine an der höchsten Stelle einer Giebelwand eingemauerte Bierflasche genannt, deren Öffnung nach außen zeigt und bei Wind ein Pfeifen bewirkt, das den Bauherrn verzweifeln lässt. Das Einmauern eines solchen Wolfsziegels geschieht als Rache für besserwisserische Bauherrn durch den Maurermeister.

## Weblink
- Der Wolfsziegel, ein rätselhaftes Wind-Musikinstrument aus grauer Vorzeit.